# Tyrone Power, Sr.

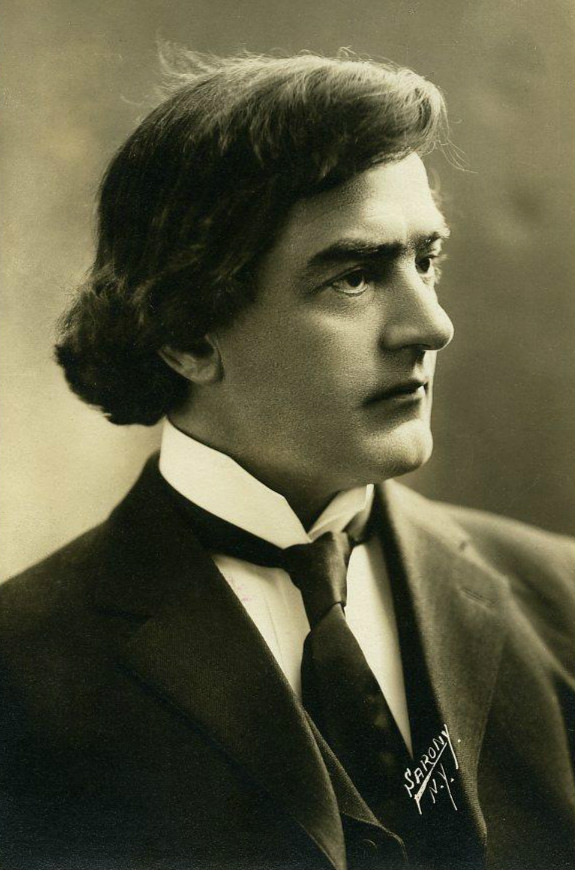
Tyrone Power (1915)

Tyrone Power, Sr. (* 2. Mai 1869 in London; † 23. Dezember 1931 in Los Angeles) war ein britisch-amerikanischer Schauspieler.

## Leben
Power wurde als Sohn des Konzertpianisten Harold Power und der Bühnenschauspielerin Ethel Lavenu geboren. Er wurde am Dulwich College unterrichtet. Die Familie emigrierte in die USA und 1886 gab Power sein Debüt als Bühnen-Schauspieler. Er konnte über Jahrzehnte am Broadway Erfolge verzeichnen, darunter als Claudius in der höchst erfolgreichen Hamlet-Produktion von John Barrymore. 
Ab 1914 trat Power auch zusätzlich in Filmen auf, zunächst meist in der Hauptrolle, später häufig als Schurke. Seine letzte Filmrolle hatte er 1930 an der Seite von John Wayne im Western Der große Treck. 
Power war der Vater des US-Schauspielers Tyrone Power sowie Großvater der Sängerin Romina Power und des Schauspielers Tyrone Power Jr. Er verstarb im Alter von 62 Jahren an einem Herzinfarkt.

## Filmografie (Auswahl)
- 1914: Aristocracy
- 1916: Where Are My Children?
- 1921: Dream Street
- 1923: Fury
- 1924: Das Heldenmädchen von Trenton (Janice Meredith)
- 1924: Eine namenlose Geschichte (The Story Without A Name)
- 1925: Der Wanderer (The Wanderer)
- 1925: Braveheart
- 1925: The Red Kimona
- 1930: Der große Treck (The Big Trail)